# 冒険者たち (THE ALFEEの曲)
「冒険者たち」（ぼうけんしゃたち）は、1994年10月20日にZeitから発売されたTHE ALFEE41枚目のシングル。

## 概要
NHKアニメ『モンタナ・ジョーンズ』オープニングテーマ。
アルフィーとしては初のテレビアニメ主題歌である。「THE ALFEE」名義で発売されたが、番組内では片仮名でアルフィーとクレジットされていた。
42枚目のシングル「エルドラド」と同日発売。
1987年の「サファイアの瞳」「君が通り過ぎたあとに -Don't Pass Me By-」以来7年振り2度目のシングル2作同日発売となった。
「エルドラド」のカップリングに、本作の英詞ヴァージョンが収録された。
リード・ヴォーカルは坂崎。坂崎単体でリード・ヴォーカルをとるのは「My Truth」以来、13作振り。
アルバム『夢幻の果てに』には、イントロ部分を追加したヴァージョンで収録されている。
間奏部分ではTHE ALFEE楽曲では珍しく、サックスによるソロが登場する(ライブではこの部分はギターソロになっている)。
2009年、トライアスロン世界選手権シリーズ横浜大会の応援ソングとして提供された。
2011年5月3日発売シングル「Let It Go」に「冒険者たち -Beyond the Adventure」として新録で収録された。更に改めて英語に訳された「Beyond the Adventure」も収録されている。

## 収録曲
全曲 作曲：高見沢俊彦、編曲：THE ALFEE
1. 冒険者たち
作詞：高見沢俊彦
NHKアニメ『モンタナ・ジョーンズ』オープニングテーマ。
2. El Dorado (English Version)
作詞：高見沢俊彦・高橋研 / 英訳詞：Carolyn Stevens
同時発売シングル『エルドラド』の英語版。
3. 冒険者たち(オリジナル・カラオケ)

## 収録作品
- エルドラド（#1、The Adventure Begins）
- THE ALFEE 單曲全集二（#1）
- 夢幻の果てに（#1、アルバムヴァージョン）
- THE ALFEE SINGLE HISTORY VOL.IV 1991-1994（#1,2）
- THE ALFEE EMOTIONAL MESSAGE SONGS（#1）
- THE ALFEE 單曲特集（#1）
- THE ALFEE 30th ANNIVERSARY HIT SINGLE COLLECTION 37（#1）
- Let It Go（#1、冒険者たち -Beyond the Adventure（新録）、Beyond the Adventure）